# 獣神RAVE 〜獣神演武RADIO〜
獣神RAVE 〜獣神演武RADIO〜（じゅうしんれいぶ-じゅうしんえんぶラジオ ）はアニメ『獣神演武』の関連番組として、メディアファクトリーにて配信されていたインターネットラジオ番組である。

## 配信概要
- 音泉：2007年8月31日-2008年4月18日、毎月第1週、第3週金曜日
- スポンサー：メディアファクトリー（提供クレジットはなし）

## パーソナリティー
- 鈴村健一
- 小山力也

鈴村は大阪府、小山は京都府京都市出身と、関西人同士の組み合わせである。『うたわれるものらじお』で遅咲きの衝撃的なパーソナリティーデビューを果たした小山のマイペースなキャラと、パーソナリティー経験豊富な鈴村のツッコミとの組み合わせが、放送開始から早くも評判となっている。

## コーナー
- 水賊の眼

世の中の様々な事について鈴村健一と小山力也が話すコーナー。博識な鈴村が様々な知識を披露する。お題はリスナーからの投稿で、「携帯」「テレビ」「ペット」「男性エステ」など多岐にわたる。
- 言葉の大華八法

リスナーから様々な文章を募集し、鈴村健一と小山力也がお互いに自分で選んだ文章を“かっこよく”言うコーナー。当初は同じフレーズをお互い言う形式だったが、だんだんとお互いにメールを選び言う形式に変わっていった。
- 獣神漢道

男とはいったいなんなのか？リスナーから届いた「男とは！」と思う行動・台詞などを語るコーナー。

## ゲスト
第03回　2007年9月21日　
劉煌役・櫻井孝宏
第07回　2007年11月16日　
鳳星役・泰勇気
第08回　2007年12月7日　
櫻井孝宏（2回目）
第09回　2007年12月21日　
頼羅役・神田朱未
第11回　2008年1月18日　
汰臥帝役・福山潤
第16回　2008年4月4日　
櫻井孝宏（3回目）